# Cane River
Cane River är ett vattendrag i Australien. Det ligger i delstaten Western Australia, omkring 1 200 kilometer norr om delstatshuvudstaden Perth.
Omgivningarna runt Cane River är i huvudsak ett öppet busklandskap. Trakten runt Cane River är nära nog obefolkad, med mindre än två invånare per kvadratkilometer.  Klimatförhållandena i området är arida. Genomsnittlig årsnederbörd är 281 millimeter. Den regnigaste månaden är januari, med i genomsnitt 114 mm nederbörd, och den torraste är augusti, med 1 mm nederbörd.